# GtkRadiant
GtkRadiant — программа для дизайна уровней, разработанная id Software и Loki Software. Она используется для создания карт (уровней) для компьютерных игр и поддерживается id Software совместно с энтузиастами.

## История
Корни GtkRadiant уходят в инструменты id Software. Некоторые черты этой программы были ранее замечены в QuakeEd, оригинальном инструменте создания Quake-карт для NeXTSTEP. Однако первый прямой предок был QE4, инструмент для создания карт в Quake II, использовавшийся id Software для создания уровней для Quake II, доступный в Quake 2 SDK. Роберт Даффи (Robert Duffy) выпустил исходный код QE4 для разработки QERadiant, который стал очень популярным редактором. id Software взял за основу этот код для разработки Q3Radiant, инструмента создания карт для игры Quake III Arena. Все эти программы были совместимы только для Windows-платформ.
GtkRadiant был выпущен в 2001 году как модификация Q3Radiant, включающий два главных изменения: он использовал инструмент GTK+, благодаря чему он также смог поддерживать Linux и Mac OS X, а также он был независим от движка какой-либо игры, что позволяло добавлять в него поддержку новых игр.
GtkRadiant как свободная программа был выпущен под лицензией GPL. Долгое время исходные коды программы были публично доступны из хранилища id Software, и они были доступны под сразу с двумя лицензиями, где новый код был под GPL-совместимой лицензией, а ядро Q3Radiant было доступно под частной лицензией id Software, прежде всего потому, что была использована часть исходного кода Quake III Arena. Эта двойная система лицензии сделала разработку сложной и запретила использование редактора в коммерческих проектах. 19 августа, 2005 года исходный код Quake III Arena был выпущен вместе с исходным кодом Q3Radiant. Обе лицензии редактора GtkRadiant и его инструментов (особенно Q3Map2, компилятор BSP) были изменены в феврале 2006, и выпущены под GPL в 17 февраля.
Есть одно заметное ответвление, DarkRadiant, который специально оптимизирован под движок id Tech 4. Он был первоначально создан для нужд мода Doom 3, который назывался The Dark Mod. DarkRadiant содержит множество улучшений по сравнению с GTKRadiant.

## ZeroRadiant
ZeroRadiant (или GTKRadiant 1.6.0) это версия редактора GTKRadiant, которая основывается на его архитектуре версии 1.4.0. Он используется для разработки новых проектов id. Он также поддерживается id Software совместно с энтузиастами.

## NetRadiant
Форк GtkRadiant, направленный на стабилизацию и исправление ошибок. Используется по умолчанию при разработке Xonotic.

## Поддерживаемые игры
- CodeRED: Alien Arena — используется особая версия AARadiant.
- DarkPlaces
- Doom 3 — Только Windows-совместимая версия D3Radiant (основана на Q3Radiant, но не на GtkRadiant), встроенная в Doom 3. GtkRadiant 1.5.x может использоваться для создания карт Doom 3 в Linux.
- Half-Life
- Heretic II
- Nexuiz
- Prey
- Quake
- Quake II
- Quake III Arena
- Quake 4 — Будучи основанной на движке Doom 3, он также использует версию D3Radiant. Однако GtkRadiant 1.5 всё ещё используется для создания карт в Linux.
- Return To Castle Wolfenstein
- Wolfenstein: Enemy Territory
- Soldier of Fortune II: Double Helix
- Star Trek: Voyager Elite Force
- Star Wars Jedi Knight II: Jedi Outcast
- Star Wars Jedi Knight: Jedi Academy
- Tremulous
- UFO: Alien Invasion
- War§ow
- OpenArena — свободный клон Quake III Arena
- Urban Terror

Неполная поддержка:
- Medal of Honor: Allied Assault
- Call of Duty
- Call of Duty 2

Следующие игры и проекты используют GtkRadiant как редактор карт + используют ресурсы Quake III Arena и внешний компилятор или конвертер:
- Neverball
- Crystal Space game engine
- Irrlicht game engine (поддерживает Q3A .bsp файлы)

Существуют ресурсы для следующих игр:
- Blob Wars : Blob And Conquer
- GunZ: The Duel

Следующие игры используют модифицированные версии GtkRadiant, как редактор сообщества в сочетании с рядом других инструментов:
- Call of Duty 4
- Call of Duty: World at War
- Call of Duty: Modern Warfare 2
- Call of Duty: Black Ops